# جزر أمواج
جزر أمواج عبارة عن مجموعة من الجزر الاصطناعية التي تقع في خليج البحرين شمال شرق مملكة البحرين وبالقرب من ساحل جزيرة المحرق وتبلغ مساحتها 2.79 مليون متر مربع.
جزر أمواج هي مشروع رائد في البحرين والأول لتقديم 100٪ من ملكية الأراضي المملوكة للمغتربين المقيمين في مملكة البحرين. كما أنه يزيد من عقارات الواجهة البحرية المعروضة للبيع والتي هي في انخفاض في هذه الجزيرة الصغيرة. مع اكتمال البنية التحتية مثل الكهرباء والطرق والمياه والصرف الصحي والاتصالات أصبحت أمواج مؤخراً صالحة للاستخدام السكني.
من وجهة نظر هندسية فإن أمواج تقدم عدد من التكنولوجيات الجديدة للمنطقة بما في ذلك جيوتيوبز لاستصلاح هذه الجزر والصرف الصحي الفارغ والألياف البصرية المسمى المدينة الذكية وغيرها.
تم استصلاح جزر أمواج من البحار الضحلة نسبيا في الشمال الشرقي من جزيرة المحرق وهي جزيرة في أقصى شمال مملكة البحرين. تحتوي على العقارات السكنية والتجارية (ناطحات السحاب) و الفنادق والمباني التجارية فضلا عن 240 متر قطر مارينا دائري مع أكثر من 140 مرسى.
يرتبط المشروع بالجزيرة الرئيسية عن طريق جسر المنامة الشمالي الذي يبلغ طوله حوالي 1.8 كيلومتر. وتشمل المرافق الأخرى مدرسة الشويفات الدولية-المنامة وجامعة ومستشفى ومحطة الوقود          ومتنزهات ومطاعم شاطئية ومقاهي. المسافة بين الجزيرة الجديدة ومطار البحرين الدولي هو فقط 8 كيلومتر.
يجري تطوير المشروع من قِبل الواحة للتطوير العقاري باستثمارات تبلغ 1.5 مليار دولار أمريكي. تم تطوير مشروع جزر أمواج على ثلاثة مراحل رئيسية وتشمل هذه المراحل استصلاح الأراضي وتطوير البنية التحتية وأخيرا تطوير المرافق.

## معرض صور

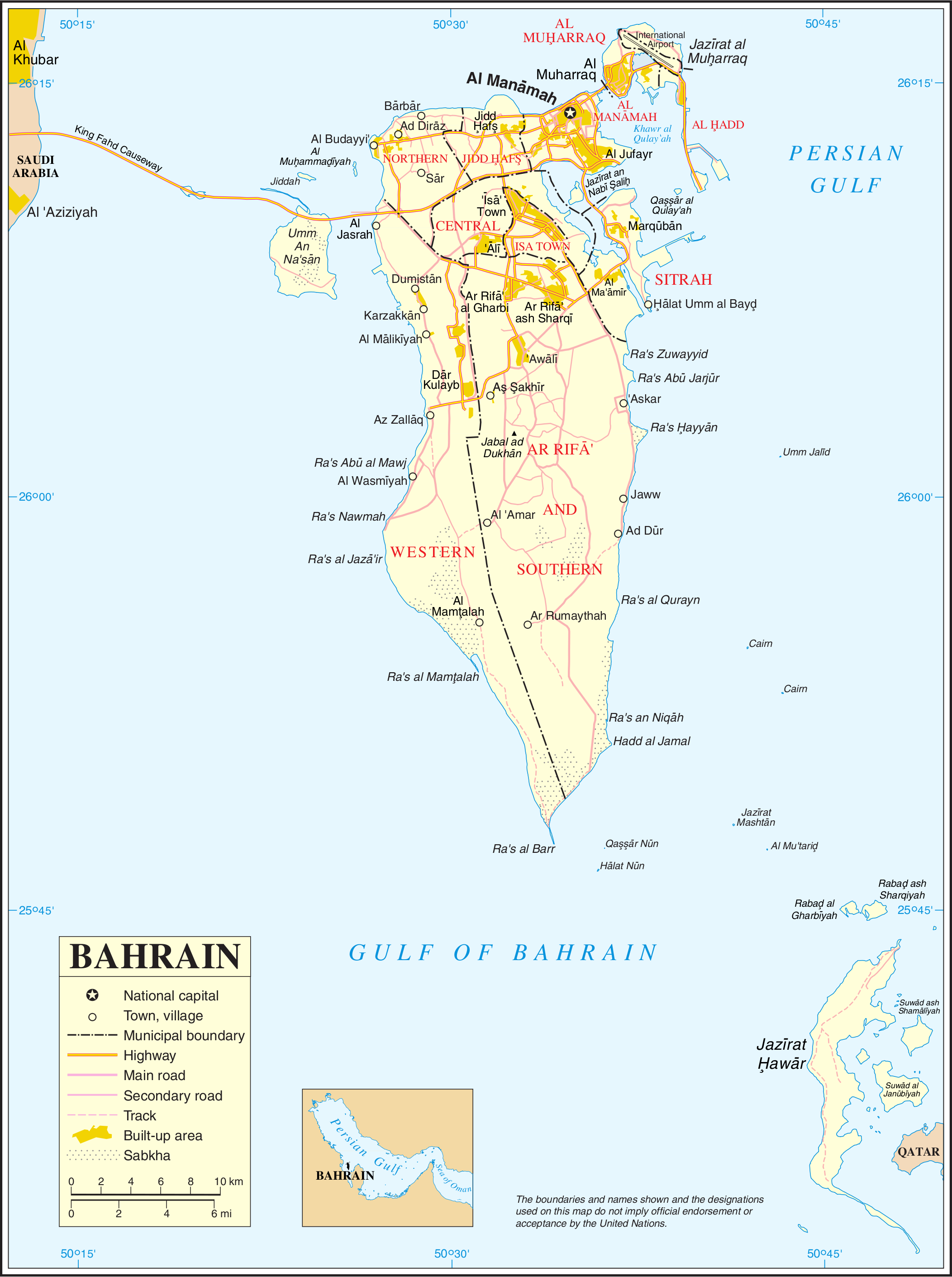
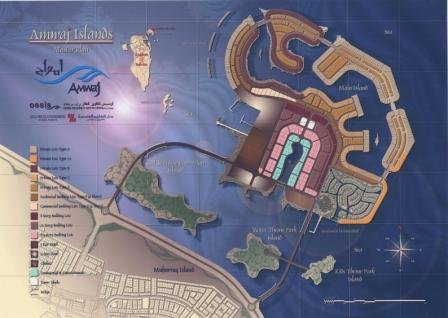